# John Harlan (locutor)
John Harlan (que nació en Estados Unidos) fue un locutor de televisión estadounidense que ha trabajado en muchos proyectos de televisión durante más de 40 años, particularmente concursos y programas de variedad.
Es considerado el "príncipe de los locutores" por algunos críticos y aficionados, por su tono nasal muy flexionadas. Quizás su obra más conocida fue para los especiales de Bob Hope que aparecieron en NBC durante la década de 1960 hasta la década de 1990. Entre los aficionados de concursos, sus salidas más memorables fueron las versiones de Name That Tune producidos entre 1974 y 1985.

## Programas anunciados por Harlan
- Premios People's Choice.[1]
- Password (ABC, 1971–75)[2]
- The Flip Wilson Show[3]
- The Merv Griffin Show (cuando basada en Los Ángeles)
- You Don't Say! (todas versiones)[3]
- Face the Music (1980–81)
- Queen for a Day[3]
- The Cross-Wits
- Jeopardy! (NBC, 1978–79)[3]
- American Gladiators (Sindicalizada, 1990–93)[3][4]
- Press Your Luck[3] (como un sustituto[3] para Rod Roddy)
- Password Plus[3] (como un sustituto para Gene Wood)
- Name That Tune;[3] también sirvió como uno de los productores asociados de la serie
- Your New Day con Vidal Sassoon
- Lucky Numbers (piloto similar a High Rollers en 1985)
- 50 Grand Slam[3]
- Wipeout[3]
- All Star Blitz[3]
- Celebrity Sweepstakes[3]
- It Takes Two[3]
- Relatively Speaking
- Book Of Lists
- General Hospital
- Solid Gold (temporada final, también conocido como "Solid Gold: In Concert")

Harlan es ahora semirretirado, trabajando sólo en especiales ocasionales de televisión. También fue presidente de Pacific Pioneer Broadcasters.
Harlan asistió a Fresno State University.